# Andon Zaho
Andon Zaho (ur. 8 listopada 1943 w Tiranie) – albański piłkarz, w 1963 roku reprezentant Albanii.